# Sylvain Sylvain (album)
Sylvain Sylvain – debiutancki album Sylvaina Sylvaina wydany w 1979 roku przez wytwórnię RCA Records.

## Lista utworów
| 1.  | "Teenage News" (Sylvain Sylvain)                                        | 3:11  |
|     |                                                                         |       |
| 2.  | "What's That Got To Do With Rock 'N' Roll?" (Sylvain Sylvain/C. Willis) | 2:56  |
|     |                                                                         |       |
| 3.  | "I'm So Sorry" (Sylvain Sylvain)                                        | 2:36  |
|     |                                                                         |       |
| 4.  | "Emily" (Sylvain Sylvain)                                               | 2:31  |
|     |                                                                         |       |
| 5.  | "Without You"(Sylvain Sylvain)                                          | 3:51  |
|     |                                                                         |       |
| 6.  | "Every Boy And Every Girl" (Lee Crystal/Johnny Rao/Sylvain Sylvain)     | 3:29  |
|     |                                                                         |       |
| 7.  | "14th Street" (Sylvain Sylvain)                                         | 3:12  |
|     |                                                                         |       |
| 8.  | "Deeper and Deeper" (Sylvain Sylvain/Bobby Blain)                       | 3:05  |
|     |                                                                         |       |
| 9.  | "Ain't Got No Home" (Clarence Henry)                                    | 2:42  |
|     |                                                                         |       |
| 10. | "Tonight" (Sylvain Sylvain)                                             | 2:39  |
|     |                                                                         |       |
|     |                                                                         | 30:12 |
|     |                                                                         |       |

## Skład
- Syl Sylvain – wokal, gitara
- Patience Clements – wokal
- Johnny Rao – gitara, dalszy wokal
- Jonathan Gerber – saksofon
- Rodney Hytonen – rożek francuski
- Bobby Blain – pianino, instr. klawiszowe
- Lee Crystal – perkusja, klaskanie
- Buz Verno – klaskanie, dalszy wokal
- Arthur Crier – dalszy wokal
- Scott Litt – dalszy wokal
- Michael Page – gitara basowa
- Tony Machine – perkusja